# Zariecznoje (rejon biełogorski)
Zariecznoje (ros. Заречное) – wieś (ros. seło) w południowo-wschodniej Rosji, terytorialnie i administracyjnie należąca do rejonu biełogorskiego, w obwodzie amurskim. 
Według danych statystycznych z 2016 roku wieś Zariecznoje zamieszkiwało 22 mieszkańców. 